# Gunnel Fred
Gunnel Fred (Stockholm, 29 augustus 1955) is een Zweedse actrice.

## Biografie
Fred studeerde in 1982 af aan de Swedish National Academy of Mime and Acting in haar geboorteplaats Stockholm.
Fred begon in 1976 met acteren in de film På palmblad och rosor, waarna zij nog meerdere rollen speelde in films en televisieseries. Zij speelde in onder andere The Bridge (2015) en in Den fördömde (2010-2013).
In 2023 ontving ze de Zweedse koninklijke onderscheiding "Litteris et Artibus".

## Filmografie

### Films
- 2024 Den svenska torpeden - als Sallys moeder
- 2022 Diorama - als Marianne
- 2019 Midsommar - als Siv
- 2019 Dansa först - als Ninni
- 2013 Faro - als Tanten / de Lady
- 2007 Nina Frisk - als Marie-Louise
- 2004 Sjätte juni - als Eva
- 2003 Saraband - als Martha
- 2003 Detaljer - als Eva
- 1997 Cheek to Cheek - als Lisa
- 1997 Larmar och gör sig till - als Emma Vogler
- 1996 Enskilda samtal - als Märta Gärdsjö
- 1995 30:e november - als politieagente
- 1994 Yrrol - En kolossalt genomtänkt film - als begrafenisondernemer
- 1993 Drömkåken - als Karin
- 1992 Svart Lucia - als tweede vrouw van Göran
- 1991 Med en helvetes kraft - als Marie
- 1991 Underjordens hemlighet - als moeder van Nisse
- 1989 Roland Hassel polis - Slavhandlarna - als Mona Lindblom
- 1988 Consuelo - als Lena
- 1988 Strul - als Susanne
- 1987 Om kärlek - als reisagente
- 1986 Fläskfarmen - als Eva
- 1984 Åke och hans värld - als moeder van Åke
- 1978 Mannen i skuggan - als Siglinde
- 1977 Hemåt i natten - als Cisse
- 1976 Jack - als Sonja
- 1976 På palmblad och rosor - als Gabriella

### Televisieseries
Uitgezonderd eenmalige gastrollen.
- 2021 En hederlig jul med Knyckertz - als Stulia Knyckertz - 18 afl.
- 2017 Gåsmamman - als Elise Wang - 8 afl.
- 2016 Saltön - als Karin - 4 afl.
- 2015 The Bridge - als Karin - 4 afl.
- 2015 Blå ögon - als Elisabeth Elvestad - 2 afl.
- 2010-2013 Den fördömde - als Ursula Andersson - 4 afl.
- 2008 Oskyldigt dömd - als Louise Sjöstedt - 2 afl.
- 2006 En fråga om liv och död - als Mona - 2 afl.
- 1992-1993 Lorry - als Medverkande - 8 afl.
- 1988-1989 Dårfinkar & dönickar - als Morsan - 6 afl.
- 1988 Kråsnålen - als mrs. Junggren - 4 afl.
- 1986 Femte generationen - als Annika Broman - 3 afl.
- 1986 Prästkappan - als Ermelinda - 3 afl.
- 1985-1986 Vägen till Gyllenblå! - als verpleegster - 5 afl.

- Gemeinsame Normdatei: 116101036X
- International Standard Name Identifier: 0000 0000 4917 3675
- Library of Congress Control Number: nr2003010559
- Système universitaire de documentation: 08874759X
- Virtual International Authority File: 185149106000068490157